# Dimerodontium ovatifolium
Dimerodontium ovatifolium är en bladmossart som beskrevs av Theodor Carl Karl Julius Herzog 1916. Dimerodontium ovatifolium ingår i släktet Dimerodontium och familjen Fabroniaceae. Inga underarter finns listade i Catalogue of Life.